# Luciana Rabello
Luciana Maria Rabello Pinheiro (Petrópolis, 1961—) é uma cavaquinista e compositora brasileira que se destacou ainda bem jovem no cenário musical ao integrar o grupo de chorões "Os Carioquinhas", juntamente com seu irmão Raphael Rabello (1962—1995). É casada com o poeta e compositor Paulo César Pinheiro.

## Carreira
Luciana aprendeu violão aos seis anos de idade com seu avô materno, José de Queiroz Baptista. Entre os nove e os 14 anos, estudou piano e teoria musical com Maria Alice Salles, professora da escola clássica. Começou a compor aos 13 anos de idade e, aos 15 anos de idade, em 1976, iniciou sua carreira com o grupo "Os Carioquinhas". Ao longo da carreira, participou de  discos de figuras importantes da Música Popular Brasileira, como Caetano Veloso, Chico Buarque, Elizeth Cardoso, Elton Medeiros, Francis Hime, Gilberto Gil, João Nogueira, Nana Caymmi, Nara Leão, e Paulinho da Viola.
Luciana fundou a Casa do Choro, a Escola Portátil de Música e a Acari Records (em 2000, com Mauricio Carrilho), primeira gravadora especializada em Choro. Criou o Festival Nacional de Choro e lançou mais de 50 cds de música instrumental e samba.
Ela é uma instrumentista requisitada e respeitada, sendo referência nacional no cavaquinho.

## Vida pessoal
Luciana é casada com o poeta e compositor Paulo César Pinheiro, e tem um filho, Julião Pinheiro.

## Obra (seleção)
- Bem com a vida
- Cá entre nós (com Raphael Rabello)
- Candeia branca (com Paulo César Pinheiro)
- Flor da sapucaia (com Cristóvão Bastos)
- Flor de jacarandá (com Cristóvão Bastos e Luís Moura)
- Mestre Jorginho do Pandeiro
- Pitangueira (com Cristóvão Bastos)
- Queixa antiga (com Cristóvão Bastos e Paulo César Pinheiro)
- Sentença (com Paulo César Pinheiro)
- Valsa do trovador (com Cristóvão Bastos e Paulo César Pinheiro)
- Velhos chorões
- Violão madrugador (com Paulo César Pinheiro)

## Discografia
- Os Carioquinhas no choro (1977, Som Livre LP)
- Tributo a Jacob do Bandolim (1979, WEA LP)
- Luciana Rabello (2000, Acari Records CD)
- Candeia Branca (2014, Acari Records CD)